# Ibituruna
Ibituruna es un municipio brasileño del estado de Minas Gerais.

## Demografía
Su población en 2010 era de 2866 habitantes. Geografía Según la clasificación geográfica más moderna (2017) del Instituto Brasileño de Geografía y Estadística (IBGE), Ibituruna es un municipio de la Región Geográfica Inmediata de Lavras, en la Región Geográfica Intermedia de Varginha.

## Circunscripción eclesiástica
La parroquia de São Gonçalo do Amarante pertenece a la diócesis de São João del-Rei.